# Kolinio Sivoki
Kolinio Sivoki (10 marzo 1995) è un calciatore figiano, difensore del Lautoka.

## Carriera

### Club
Ha sempre giocato nel campionato figiano.

### Nazionale
Ha partecipato ai Mondiali Under-20 del 2015.
Nel 2016 ha partecipato alla Coppa d'Oceania ed è stato convocato ai Giochi olimpici, tuttavia non ha mai preso parte al Torneo a cinque cerchi in quanto venne escluso dalla squadra per motivi disciplinari.

## Palmarès

### Club

#### Competizioni nazionali
- National Football League: 1

Lautoka: 2017
- Campionato interdistrettuale figiano: 2

Lautoka: 2017, 2018
- Battle of Giants figiana: 1

Lautoka: 2016